# Paleacrita vernata
Paleacrita vernata är en fjärilsart som beskrevs av Peck 1795. Paleacrita vernata ingår i släktet Paleacrita och familjen mätare. Inga underarter finns listade i Catalogue of Life.

## Bildgalleri

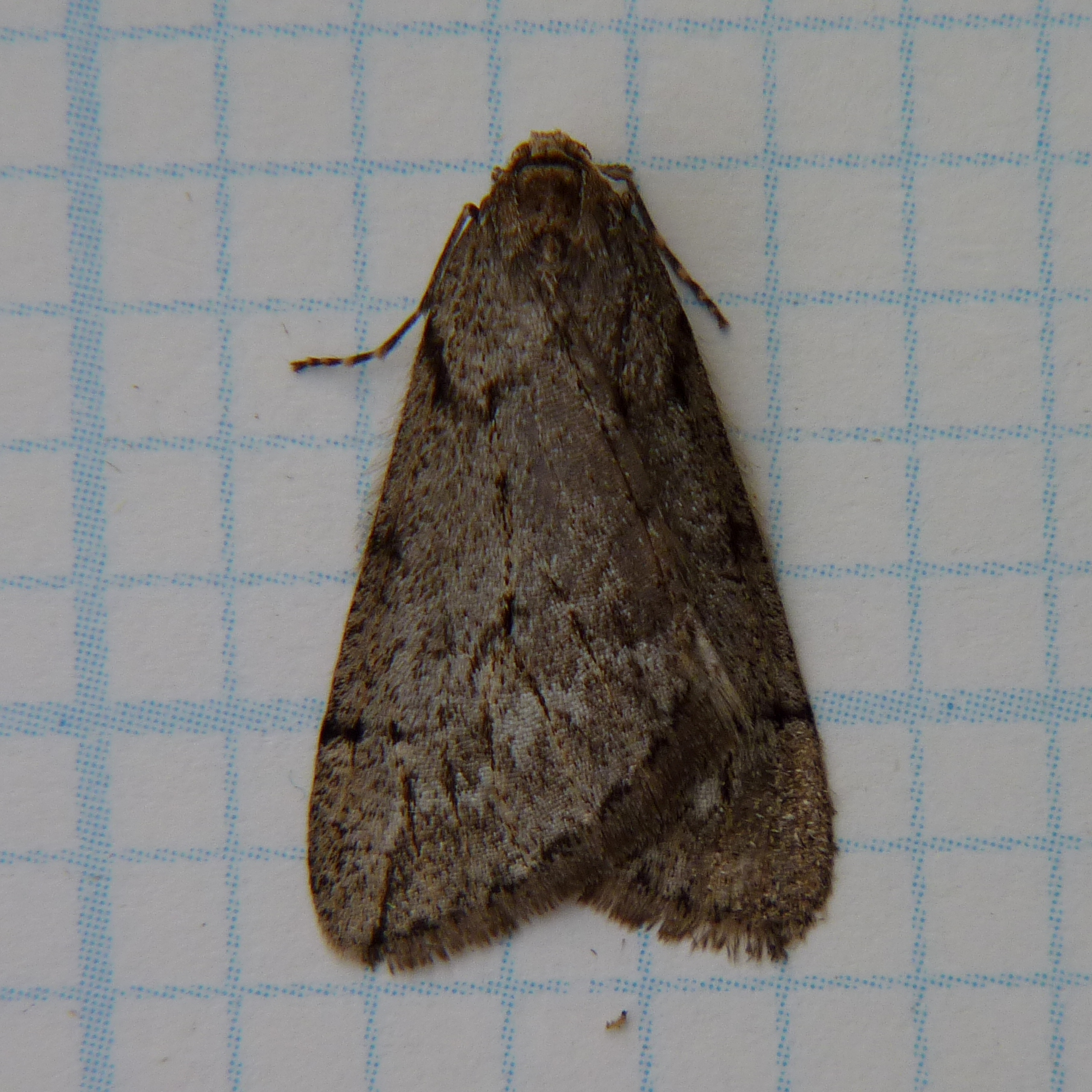
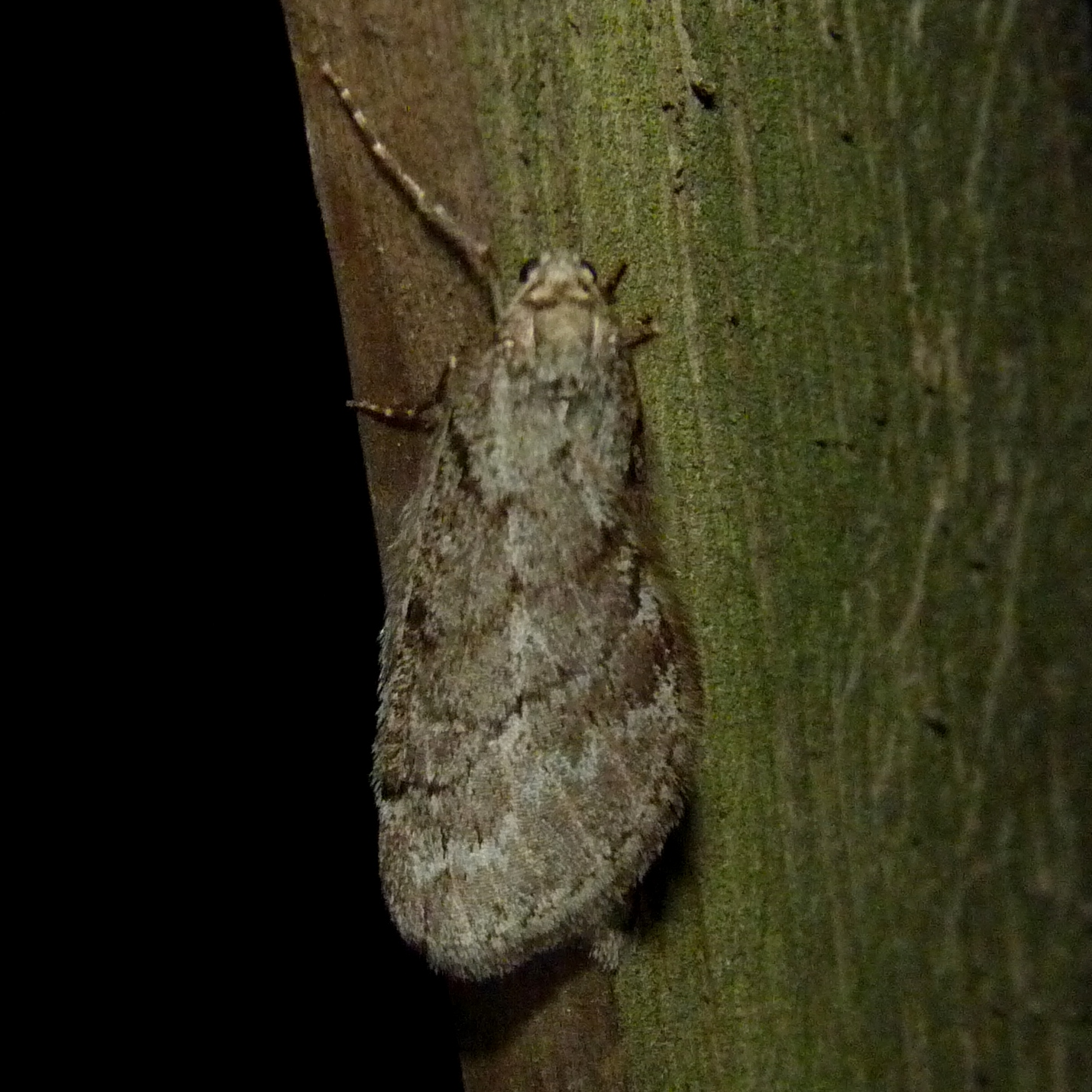